# Junior (canal de televisión)
Junior fue un canal de televisión infantil alemán que transmite en Alemania desde 1996 y en Israel desde 1997, dedicado a la programación infantil. 
En Alemania, a partir de abril de 2007, comparte el espacio del canal con la señal de anime XL TV después de las 8 PM. 
Los antiguos canales de televisión que compartieron tiempo con Junior incluyen K-Toon (dibujos animados), Gametrix (videojuegos), más tarde GTV (videojuegos) y d + (entretenimiento, ahora RTL Nitro).
Los dibujos animados que se han emitido son: Henry el horrible, Arthur, Maya the Bee, Masha y el oso, Barbapapá, The Hoobs, Tabaluga, Flipper y Lopaka, Bibi Blocksberg, Pinocho, Los hermanos Koala, Heidi, Lassie, Zigby, The Woodies, My Little Pony: La magia de la amistad y entre otros.

## Logotipos

1999–2015
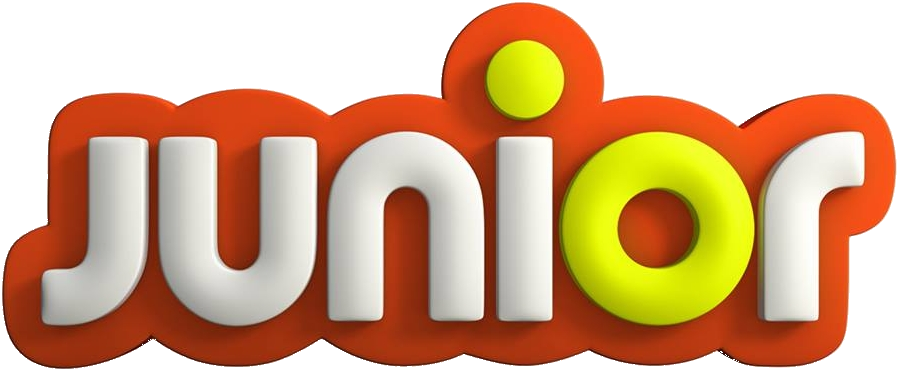
2015-2022